# Escudo de Aguascalientes
El Escudo de Armas del Estado Libre y Soberano de Aguascalientes es el símbolo heráldico de Aguascalientes. Fue diseñado por Bernabé Ballesteros y adoptado en 1946.

## Descripción
A continuación explica en sus propias palabras el significado del escudo:

..Es por ello que no podría sino incluir como figura principal, al Jefe, la Patrona de Aguascalientes, Nuestra Señora de la Asunción, tal como la describe el Evangelio; transportada por los ángeles a los cielos; con ello simbolizo la fundación de la Villa, y recuerdo la Real Cédula de Felipe II. También incluyo por medio de una fuente, con brasas debajo, la característica principal del territorio: sus aguas calientes, pues no solo en la capital, sino en todo el Estado existen en abundancia manantiales que van desde la ebullición, hasta la agradable temperatura del cuerpo humano.

Represento por medio de una cadena semi rodeando una boca, la libertad y surgimiento del Estado (la leyenda de "Libertad por un Beso"), porque si no fuere por el sacrificio de doña María Luisa Fernández Villa de García Rojas, Aguascalientes no hubiese nacido quizás a la vida independiente. Opté por así representarlo, ya que en heráldica una cadena en círculo indica opresión, esclavitud, y rota o incompleta, la libertad. La boca representa a doña Luisa y su noble acción.

No podría olvidar las características del territorio, su buena agricultura, por su sistema de presas que datan desde el tiempo más remoto de la Colonia y por ello la incluyo en el escudo, poniendo sobre ella un ramo de uvas, tanto porque expresa la abundancia, debido al trabajo del hombre, cuanto para simbolizar el despertar de la nueva industria vitivinícola de Pabellón.

Finalmente, la rueda dentada, es el toponímico de la industrial Aguascalientes, con sus grandes talleres; entre ellos los del ferrocarril, comenzados a instalar el 17 de agosto de 1898; dando principio al trabajo mecanizado en su casa redonda, taller mecánico, de fuerza motriz y de fragua y carpintería el primer día de este Siglo XX. De ellos salieron en 1918, la primera y única locomotora que se ha construido en el país y los primeros carros, estos del tipo “cabús”, el año de 1944.

La abeja que aprisiona la rueda, representa el trabajo ordenado y metódico, constante y progresista, tanto en la industria, como en la agricultura, debido al noble esfuerzo de sus hijos.

La bordura lleva el bello y simbólico lema, debido al culto historiador Prof. Don Alejandro Topete del Valle, triunfador al respecto, y es el siguiente: “BONA TERRA, BONA GENS.-AQUA CLARA, CLARUM CŒLUM”. Su traducción en español significa Tierra Buena, Gente Buena, Agua Clara y Cielo Claro.

Pongo como cimera un casco de caballero, para representar al fundador de la Villa, don JUAN DE MONTORO, porque, sin serlo, fue investido de Capitán; y ya con todo el lambrequín, ornamento heráldicamente el escudo, rodeándolo casi hasta su base, con hojas de acanto, desenvolviéndolas simétricamente, según también el progreso y desenvolvimiento que tuvo Aguascalientes, debido sin duda a los once fundadores que acompañaron a Montoro.

## Historia
El primer escudo del estado fue el escudo antiguo de la ciudad de Aguascalientes desde que fundó el estado en 1848.
El escudo fue el diseño ganador del concurso convocado por el gobierno estatal el 9 de junio de 1946. Bernabé Ballesteros y Alejandro Topete del Valle fueron los autores del mismo.